# Шпехбах
Шпехбах (нім. Spechbach) — громада в Німеччині, знаходиться в землі Баден-Вюртемберг. Підпорядковується адміністративному округу Карлсруе. Входить до складу району Рейн-Неккар.
Площа — 8,52 км2. Населення становить 1731 ос. (станом на 31 грудня 2020).